# 史秉锐
史秉锐（1963年11月—），男性，黑龙江五常人，汉族，中国共产党党员。中华人民共和国政治人物、第十三届全国人民代表大会河南省代表。

## 生平
1963年11月，史秉锐出生在黑龙江省五常市。1984年12月加入中国共产党。
1982年8月，史秉锐进入中国共产主义青年团工作，出任郑州市上街区聂寨乡干事、团委副书记、团委书记。1985年2月出任上街区委副书记，同年9月晋升上街区委书记。1988年9月，史秉锐调入中国共产主义青年团郑州市委员会，出任干事。1990年1月出任中国共产主义青年团郑州市委员会青工部副部长、组织部部长，1994年8月出任副书记、党组成员，1999年8月晋升书记。
2002年10月，史秉锐离开中国共产主义青年团郑州市委员会，调到荥阳市，出任副书记（正县级）。
2004年3月，史秉锐被调回郑州市，出任二七区委副书记、区长，2007年2月晋升区委书记。
2009年3月，史秉锐调任洛阳市人民政府副市长，2011年12月转任中国共产党洛阳市委员会常务委员。2012年8月兼任农工委书记。2016年9月，史秉锐出任洛阳市城乡一体化示范区管委会主任（正市厅级）兼党工委副书记。
2017年6月，史秉锐出任河南省扶贫开发办公室主任、党组书记。2018年，史秉锐被选为河南省出席第十三届全国人民代表大会代表。
2021年1月21日，中国共产党河南省委员会决定史秉锐任中国共产党济源市委员会书记，接替因掌掴秘书长而陷入调查的前任书记张战伟。在任期间，他在脱贫攻坚战中作出了一定的贡献，因此，在2021年2月25日全国脱贫攻坚总结表彰大会上被授予“全国脱贫攻坚先进个人”荣誉称号。
2023年，在河南省第十四届人民代表大会常务委员会第一次会议上，史秉锐被任命为河南省人大常委会环境与资源保护工作委员会主任。